# (7292) Prosperin
(7292) Prosperin est un astéroïde de la ceinture principale.

## Description
(7292) Prosperin est un astéroïde de la ceinture principale. Il fut découvert le 1er mars 1992 à La Silla par le programme UESAC. Il présente une orbite caractérisée par un demi-grand axe de 2,39 UA, une excentricité de 0,11 et une inclinaison de 7,6° par rapport à l'écliptique.

## Compléments